# (7676) 1995 WN8
(7676) 1995 WN8 est un astéroïde de la ceinture principale découvert en 1995.

## Description
(7676) 1995 WN8 a été découvert le 18 novembre 1995 à l'observatoire de Nachikatsuura au Japon par Yoshisada Shimizu et Takeshi Urata.

### Caractéristiques orbitales
L'orbite de cet astéroïde est caractérisée par un demi-grand axe de 2,40 UA, un périhélie de 2,07 UA, une excentricité de 0,14 et une inclinaison de 12,13° par rapport à l'écliptique. Du fait de ces caractéristiques, à savoir un demi-grand axe compris entre 2 et 3,2 UA et un périhélie supérieur à 1,666 UA, il est classé, selon la JPL Small-Body Database, comme objet de la ceinture principale.

### Caractéristiques physiques
(7676) 1995 WN8 a une magnitude absolue (H) de 13,2 et un albédo estimé à 0,128.